# 志公會
志公會（日语：／ Shikōkai */?），普遍稱麻生派，是日本自由民主黨内派系之一，因為政治取向偏於保守，被日本政治科學家定性為「保守本流」派系。會長為前首相麻生太郎。

## 沿革
志公會典故出自於麻生的名言「心有大志，為公眾所渴望」（「志を高く持ち、公を腹に収めてやってもらいたい」），前身為為公會，為公會的前身為大勇會，由自民党前任总裁河野洋平於1998年从加藤派中分裂而出。
2017年，合併了番町政策研究所。